# Valentina Emiliani
Pour les articles homonymes, voir Emiliani.
Valentina Emiliani, est une physicienne et directrice de recherche italienne au CNRS spécialiste en microscopie optique pour les sciences de la vie. Elle travaille à l'institut de la vision. En 2021, elle reçoit la médaille d'argent du CNRS .

## Biographie
Valentina Emiliani fait des études scientifiques à Rome. En 1991, elle obtient son Bachelor of Science à l'Université de Rome « La Sapienza ». Elle y soutient sa thèse de doctorat de physique sur l'effet tunnel en 1996. Elle effectue ses études post-doctorales en Allemagne, à l'Université technique de Berlin, à l'institut Max-Born d'optique non linéaire, puis en France à l'institut Jacques-Monod entre 2002 et 2004. En 2004, elle obtient un poste de chercheure au CNRS au sein de cet institut.
En 2005, elle entre à l'Université Paris-Descartes où elle crée le groupe de recherche microscopie à modulation du front d’onde. Elle y dirige ses recherches à partir de 2011. En 2014, elle est nommée directrice du laboratoire de neurophotonique de l'Université Paris-Descartes. En 2019, le groupe de recherche microscopie à modulation du front d’onde est transféré à l'institut de la vision où elle prend la tête du département de photonique.
Valentina Emiliani et son groupe ont été parmi les premiers à utiliser l'ingénierie du front d'onde pour les neurosciences.  Plus précisément, ils ont proposé plusieurs approches telles que l'holographie générée par ordinateur (en), le contraste de phase généralisé et la focalisation temporelle pour sculpter le volume d'excitation avec une forme parfaitement adaptée à la cible sélectionnée. Combinée  à l' optogénétique, la mise en forme du front d'onde permet de contrôler l'activité neuronale avec une précision spatio-temporelle sans précédent. Leurs résultats ouvrent la voie à la manipulation optogénétique des circuits cérébraux avec une résolution de cellule unique : une méthodologie essentielle pour perturber et activer les circuits neuronaux afin d'interroger les fonctions cérébrales.
Aujourd'hui ses recherches portent sur  l’utilisation de la mise en forme du front d'onde et de l'optogénétiqueafin d'étudier les mécanismes régulant la connectivité fonctionnelle et le traitement du signal dans les principaux circuits visuels.

## Publications
- E. Papagikoumou, E.Ronzitti and V. Emiliani, Scanless two-photon excitation with temporal focusing Nature Methods (2020).
- O. Shemesh, D. Tanese, V. Zampini, L. Changyang, P. Kiryln, E. Ronzitti, E. Papagiakoumou, E.S. Boyden, V. Emiliani, Temporally precise single-cell resolution optogenetics, Nature Neuroscience 20,  1796–1806 (2017).
- V. Szabo, C. Ventalon, V. De Sars, J. Bradley, and V. Emiliani, Spatially selective holographic photoactivation and functional fluorescence imaging in freely behaving mice with a fiberscope Neuron 84, 1157-1169 (2014).
- E. Papagiakoumou, A. Begue, B. Leshem, O. Schwartz, B. M. Stell, J. Bradley, D. Oron, and V. Emiliani, Functional patterned multiphoton excitation deep inside scattering tissue Nature Photonics 7, 274-278 (2013).
- E. Papagiakoumou, F. Anselmi, A. Begue, V. de Sars, J. Gluckstad, E. Y. Isacoff, and V. Emiliani, Scanless two-photon excitation of channelrhodopsin-2 Nature Methods 7, 848-854 (2010).
- C. Lutz, T. S. Otis, V. DeSars, S. Charpak, D. A. DiGregorio, and V. Emiliani, Holographic photolysis of caged neurotransmitters Nature Methods 5, 821-827 (2008).

## Distinctions et récompenses
- 2014 : prix de la Fondation Bettencourt-Schueller « Coups d’élan pour la recherche française »[6]
- 2018 :Directrice de la Chaire d’Excellence du Fonds Axa pour la Recherche Étude des circuits visuels par microscopie à modulation de front d’onde[7],[8]
- 2019 : Bourse ERC Advanced Grant du Conseil européen de la recherche pour le projet HOLOVIS[9],[10].
- 2021 : Médaille d'argent du CNRS[2]
- 2021: Prix Maxime Dahan pour l’Instrumentation et les Méthodes Innovantes à l’Interface Physique-Biologie-Médecine[11]
- 2022: Michael S. Feld Biophotonics Award[12]